# 高島 (佐賀県)
高島（たかしま）は、唐津湾中部、唐津港と陸続きの大島から西に約1.5km、宝当桟橋に近い松浦川河口から北に約2kmの沖に位置する島。佐賀県唐津市に属し、大字は唐津市高島。

## 概要
- 面積 – 約0.62km2
- 人口 – 203人（2021年11月現在）

島の北部は山になっており人家は南部の海岸沿いに集まっている。山頂へは小道があるが、特に整備はされておらず、山頂は林のままである。島を周回する小道は、1周40分ほどで、以前は島民のウォーキングなどに活用されていたが、福岡県西方沖地震の際に崖崩れが起き、現在も通行止めとなっている。
ほとんどの島民が野崎という姓を名乗る。これはこの島を海賊の襲撃から救った野崎綱吉（野崎隠岐守綱吉命）に由来する。
また、島内にはNBCラジオ佐賀の唐津中継局が設置されている。

唐津城から望む朝の唐津市街（左端が高島／高画質で鮮明）

## 交通
定期船
佐賀玄海漁業協同組合が本土側の唐津市千代田町（唐津駅の約1km北東、唐津城の南側・川向こう）にある宝当桟橋と高島の間に運航している。所要時間は約10分。1日6往復。運賃は大人1人片道220円。2022年10月16日より従来の「ニューたかしま」に代わり新造船「ドリームラインたかしま」（定員98名）が就役している。
唐津大手口バスセンターから昭和バスの宝当桟橋行き路線バスが運行されているほか、福岡市内と唐津市を結ぶ高速バス「からつ号」が宝当桟橋に停車する。
宝当桟橋は十分に浚渫されておらず、水深は十分に深くない。このため大潮（満月、新月の時期）の干潮時には定期船が発着ができず、その時期には宝当桟橋から徒歩5分ほどの城下桟橋からの発着となる。この場合も発着時刻の調整は行われないため、ときには船に乗り遅れる人が出ることもある。
海上タクシー
10隻程度の業者が城下桟橋発着で随時運行。乗り合い制で1人片道500円。夜間等は運賃が変わる。
なお、島内には公共交通機関がない。

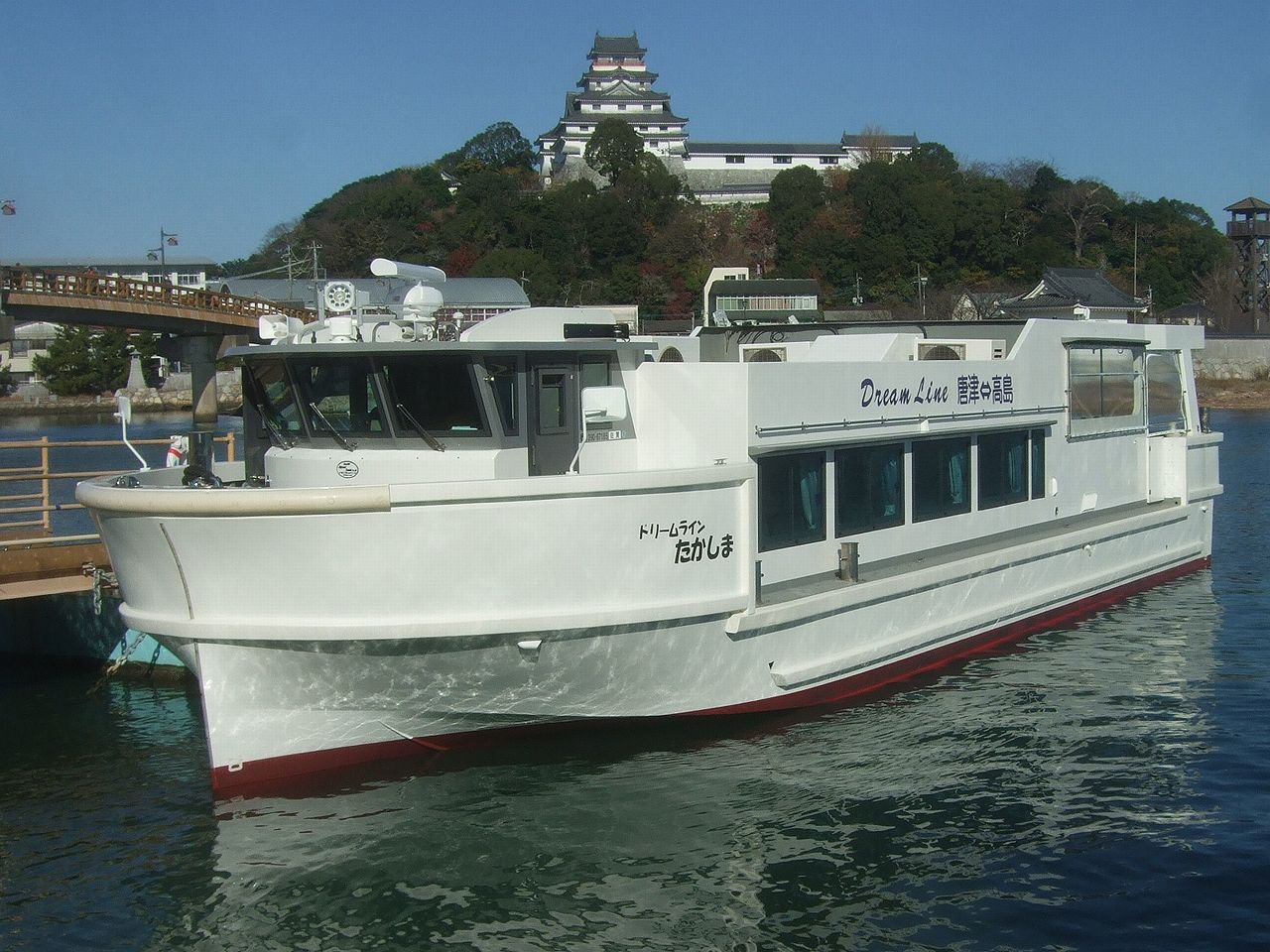
定期船「ドリームラインたかしま」

## 教育
- 唐津市立高島小学校

他の唐津市内の島の学校とともに、唐津市が行う「島留学」の対象校となっている。
中学校はかつて唐津市立高島中学校があったが、2004年に本土内の唐津市立第五中学校へ統合され閉校した。

## 産業
- 漁業が盛ん。

## 名所
- 宝くじが当たるという謂れのある宝当神社があり、宝くじのシーズンには多くのファンが訪れる。
- 高島港から徒歩2分の場所にある「宝当お休み処」では、地元の海産物を使った海鮮丼が食べられる。

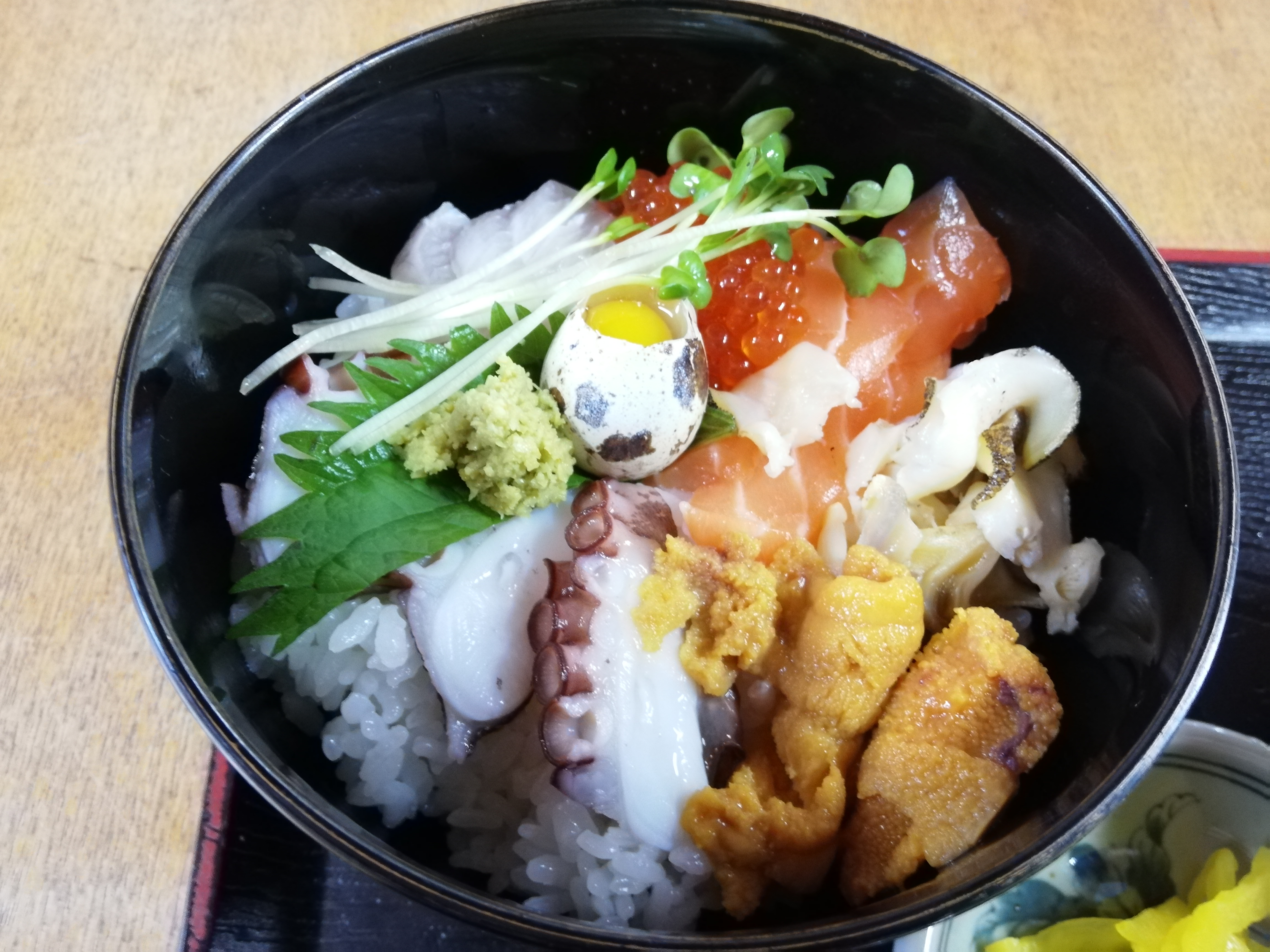
高島海鮮丼1200円

## ギャラリー
- 宝当神社
- 唐津城の天守閣から望む高島（左側）。その右後ろにわずかに見えるのは姫島。
- 鏡山からの遠望

## メディア
- ゾンビランドサガ - 二階堂サキのセリフに「宝当神社」が登場する。